# Курбаков, Константин Иванович
Константи́н Ива́нович Курбако́в (род. 26 февраля 1927 года, Нижний Новгород, РСФСР, СССР) — советский и российский учёный, специалист в области информатики и информатизации, профессор, доктор технических наук.

## Биография
Родился в Нижнем Новгороде 26 февраля 1927 года. Его отец, бывший крестьянин деревни Чуварлейка Арзамасского уезда Нижегородской губернии Иван Михайлович Курбаков, был служащим. После 1933 года жил в Казани, где отец был назначен на должность главного бухгалтера крупного мехового комбината.
В мае 1941 года окончил 7-й класс казанской средней школы. В первые месяцы Великой Отечественной войны работал на строительстве оборонительных сооружений, с ноября 1941 года — токарь на оборонительном заводе (квалификация токаря III разряда). В начале 1944 года, после двух безуспешных попыток, прибавив себе два года, добился призыва на военную службу и отправки на фронт. Первые месяцы он служил санитаром в военном госпитале, потом, под конец года, был переведён в боевую часть. Строевой путь: Казань — Киев — Львов — Сандомирский платцдарм (Польша) — Берлин. Дважды ранен.
Окончательно демобилизовался в 1951 году, став к тому времени гвардии старшиной и командиром взвода в 303 полку 2-й Гвардейской Зенитно-артиллерийской Барановической дивизии. Параллельно со службой, проходившей в городе Потсдаме близ Берлина, К. И. Курбаков посещал занятия в вечерней офицерской школе и в 1952 году с медалью окончил полную 10-летнюю среднюю школу.
- В 1952—1957 годах учился в Казанском авиационном институте, получив диплом с отличием и специальность радиоинженера спецназначения.
- В 1958—1959 годах в качестве техника, а затем инженера работал в Лаборатории электромоделирования АН СССР, которая занималась созданием мини-ЭВМ на магнитных элементах.
- В 1959—1962 годах учился в аспирантуре Всероссийского института научной и технической информации (ВИНИТИ) АН СССР. В 1963 году защитил диссертацию кандидата технических наук.
- С 1962 по 1968 год занимался созданием специализированных электронно-вычислительных машин в НИИ Министерства обороны СССР и Госстандарта СССР.
- В 1968—1978 годах работал в Московском государственном институте культуры (МГИК), где создал и в течение 10 лет возглавлял кафедру научно-технической информации и информационных систем. С деятельностью этой кафедры связано начало новой информационной подготовки библиотечных кадров во МГИКе.
- В 1978—1979 годах — директор НИИ ВЦ Министерства просвещения РСФСР. В 1979 году защитил диссертацию на учёную степень доктора технических наук.
- С 1979 года работает в Московском институте народного хозяйства имени Г. В. Плеханова (ныне Российская экономическая академия имени Г. В. Плеханова). Возглавил вновь созданную кафедру информатики, которой заведовал с 1979 по 2001 год. В 1984 году при его активном участии в Плехановском институте был открыт факультет информатики, деканом которого К. И. Курбаков был до 2005 года. В 1994—1996 годах создан Институт информатики (К. И. Курбаков был его директором в 1993—2005 годах), включивший в себя помимо факультета информатики ещё два научно методических подразделения: 1) отделение научно-исследовательских и научно-методических работ — Научно-методический центр Министерства образования РФ по двухпрофильному образованию и информатизации обучения; 2) координационное научно-методического объединение — Совет Министерства образования РФ по трём специальностям: «Информатика», «Прикладная информатика» и «Информационные системы (по областям применения)» (КОС-ИНФ). Обе эти организации Курбаков возглавляет по сей день. В те же годы был начат выпуск межвузовского сборника научно-методических трудов по тематике КОС*ИНФ и ежегодное проведение общероссийского семинара и научно-практической конференции вузовских педагогов-информатиков.

С середины 90-х годов возглавляет территориальную общину «Крымчане» на Якиманке в Москве — организацию местного самоуправления, крепко держащую в своих руках судьбу района и пользующуюся авторитетом у городских властей. Сопредседатель ассоциации территориальных общин и объединений. Активно занимается проблемами незаконных действий властей в области строительства и реформы жилищно-коммунального хозяйства, а также вопросами местного народного самоуправления.
Женат, имеет двух дочерей:
- Лосева (Курбакова) Наталья
- Дергунова (Курбакова) Ольга.

## Научная, научно-организационная и методическая деятельность
Научная деятельность К. И. Курбакова связана главным образом с методологией системно-информационного анализа. Всего опубликовано более 300 работ, в том числе 25 монографий и 6 разработок, отмеченных патентами как изобретения.
В 1960-е годы им был разработан метод кодирования, сжатия и поиска информации в автоматических словарях большого объёма и передачи информации по каналам связи (основанный на способе случайной адресации — «хешировании»).
В 1970-е осуществлена разработка и внедрение метода сопряжения систем классификации информации, доклад о котором прозвучал на III Международном конгрессе по классификации и кодированию (Бангалор — Индия, 1975 год).
С 1979 года разрабатывал методологию целевой индивидуализированной подготовки специалистов (ЦИПС) в вузах, внедрённую в вузовскую практику к 1989 году.
Под руководством К. И. Курбакова, декана факультета информатики, был разработан и внедрён учебный план по специальности «научно-техническая информация» (для экономических вузов). В последующие годы на факультете была осуществлена модель двухпрофильной подготовки специалистов: одновременно по специальностям «информационные системы» (информатика) и «прикладная информатика в экономике» (экономика). В 1995 году был разработан и внедрён соответствующий такой подготовке Государственный образовательный стандарт высшего профессионального образования по специальности «информационные системы» с квалификацией «информатик-экономист». В 1998 году на факультете была создана концепция и методология совместимости западной системы высшего образования, состоящей из бакалавриата и магистратуры, и отечественной, ориентированной на подготовку специалистов (авторы: К. И. Курбаков, А. Г. Дьячко, В. Р. Серов).
Фактически, К. И. Курбаков основал и возглавляет крупную методологическую научную школу в области организации и информатизации образования. Среди учеников — 9 кандидатов и 3 доктора наук.
Член Российской академии естественных наук (РАЕН) и Международной академии наук информации, информационных процессов и технологий (МАН ИПТ).

## Основные работы
- Кодирование и поиск информации в автоматическом словаре. — М., 1968.
- Целевая индивидуальная подготовка специалистов в вузах. — М., 1992
- Научно-исследовательская работа: алгоритм и практические рекомендации по её выполнению. — М., 2003.
- Системно-информационный анализ социально-экономического развития общества. — М., 2005.